# كريستينا أوتشوا
كريستينا أوتشوا (بالإسبانية: Christina Ochoa)‏ هي كاتِبة وممثلة إسبانية، ولدت في 25 يناير 1985 ببرشلونة في إسبانيا.

## وصلات خارجية
- كريستينا أوتشوا على موقع IMDb (الإنجليزية)
- كريستينا أوتشوا على موقع ألو سيني (الفرنسية)
- كريستينا أوتشوا على موقع قاعدة بيانات الفيلم (الإنجليزية)